# Isola Medved'
L'isola Medved' (in russo остров Медведь, ostrov Medved') è un'isola russa, bagnata dal mare di Barents.
Amministrativamente fa parte del Kol'skij rajon, dell'oblast' di Murmansk, nel Circondario federale nordoccidentale.

## Geografia
L'isola è situata nella parte più interna del golfo dell'Ura (губа Ура), nella parte sudoccidentale del mare di Barents. Dista dalla terraferma, nel punto più vicino, circa 110 m.
Medved' è un'isola dalla forma irregolare, larga sul lato settentrionale e più stretta dal centro fino all'estremità meridionale. Si trova a nordest della foce dell'Ura e forma con la terraferma la baia Čan (губа Чан) a est e la baia Pachta (бухта Пахта) a ovest.

Orientata in direzione nordnordovest-sudsudest, misura circa 1,85 km di lunghezza e 1,2 km di larghezza massima. Nella parte centro-meridionale, raggiunge l'altezza massima di 71 m s.l.m.

Al centro dell'isola si trova un faro; a nordest si trova una piccola insenatura; a est, tra l'isola e il continente c'è uno scoglio senza nome.

## Isole adiacenti
Nelle vicinanze di Medved' si trova:
- Isola Zelënyj (остров Зелёный), 775 m a nord, è un'isola di forma triangolare, all'ingresso della baia dell'Urica (губа Урица). (69°19′07″N 32°52′32″E)

Molto più a nord, all'ingresso del golfo dell'Ura, si trovano la grande isola Šalim e l'isola Eretik con le molte isolette che le circondano.